# Ізраїльська футбольна асоціація
Ізраїльська футбольна асоціація (івр. ההתאחדות לכדורגל בישראל) — асоціація, що здійснює контроль і управління футболом у Ізраїлі. Штаб-квартира розташована у Рамат-Гані. 

## Історія
Заснована у 1928 році як Футбольна асоціація Ерец-Ізраеля.
Увійшла до складу ФІФА у 1929 році. У 1956 році Ізраїльська футбольна асоціація увійшла до складу АФК, проте у 1970-х через протести арабських країн вийшла з її складу і залишалася поза континентальними конфедераціями до тих пір, поки не вступила в УЄФА у 1994 році.
Асоціація організовує діяльність та здійснює керування національними збірними з футболу, включаючи головну національну збірну та молодіжну збірну.
Під егідою федерації проводяться змагання у Чемпіонаті Ізраїлю з футболу та Кубку Ізраїлю з футболу.
Крім цього асоціація здійснює контроль та управління жіночим футболом у Ізраїлі, зокрема опікується Жіночим чемпіонатом Ізраїлю з футболу та національною жіночою збірною.